# クレシェンド (オーディオドラマ)
『クレシェンド』は、音声配信サービス「LisBo（リスボ）」で公開中の長編オーディオドラマである。

## 概要
声優、演出家、音響監督である沢木郁也が「霧野耕平」名義で戯曲として書き、小劇場で上演した作品。ハンス・クリスチャン・アンデルセンの『即興詩人』とイエンス・ペーター・ヤコブセンの『ニルス・リューネ』を原案とし、「序章 花祭りの夜」「第二章 新しき日々」「第三章 春の嵐」「第四章 旅立ち」「最終章 光と影」の全5章で構成している。2011年から2013年にかけてマザーシップスタジオで収録を行い、2019年より「LisBo」での配信をスタートした。制作はカラーパレット。

## あらすじ
母と二人暮らしのシュウは、年上の幼なじみの少女や異国の画家との交流、謎の老婆との出会いなどを通じて、多感な少年時代を過ごす。そして、恋と友情、出逢いと別れを繰り返し、やがて運命に導かれていく。

## 登場人物

### 序章 花祭りの夜
- シュウ・・・今井麻夏
- ユーリ・・・半場友恵
- ベッポ・・・西村知道
- マルチネス修道士・・・細井治
- タマラ・・・佳村はるか
- ベネデット・・・丹沢晃之
- ドメニカ・・・染井夕奈
- 黒木健三・・・沢木郁也
- 少年健三・・・浅井清己
- 黒木大佐・・・宮田浩徳
- ジョアンナ・・・早見沙織
- ダルトン・・・利根健太朗
- 医師・・・加藤ルイ
- ジューザブ・・・福島潤
- フルヴィア・・・鈴木れい子
- マイカ・・・須藤沙織
- 羽賀シュウ・・・萩道彦
- ベッポの手下・・・（利根）（加藤）

### 第二章 新しき日々
- 羽賀シュウ・・・萩道彦
- 少年シュウ・・・今井麻夏
- ダン・ショーティ・・・松本保典
- アンナ・シュロス・・・中村繪里子
- マルチネス修道士・・・細井治
- タマラ・・・佳村はるか
- ドメニカ・・・染井夕奈
- ベネデット・・・丹沢晃之
- ニキータ・・・羽飼まり
- ジューザブ・・・福島潤
- フルヴィア・・・鈴木れい子
- 板倉大顕・・・星野充昭
- ミニア・・・植田佳奈
- チューリン・・・菊池由起子
- リュウ・シュナイダー・・・鳥海浩輔
- ハバス・ダーダー・・・伊勢文秀
- フランチェスカ・アビ・・・山県さとみ
- アノン・リューダ・・・早見沙織
- ユズハ・・・御沓優子
- マイカ・・・植原みゆき
- 黒木健三・・・沢木郁也

### 第三章 春の嵐
- アノン・リューダ・・・早見沙織
- 羽賀シュウ・・・萩道彦
- リュウ・シュナイダー・・・鳥海浩輔
- 板倉大顕・・・星野充昭
- ミニア・・・植田佳奈
- ダン・ショーティ・・・松本保典
- アンナ・シュロス・・・中村繪里子
- チューリン・・・菊池由起子
- フランチェスカ・アビ・・・山県さとみ
- ハバス・ダーダー教授・・・伊勢文秀
- ダンカン少佐・・・竹内良太
- 部下・・・（伊勢）
- 黒木健三・・・沢木郁也
- マイカ・・・植原みゆき
- サラ・・・今井麻夏
- 寺田・・・石井一貴
- ユズハ・・・御沓優子
- ニキータ・・・羽飼まり
- ジューザブ・・・福島潤
- フルヴィア・・・鈴木れい子

### 第四章 旅立ち
- 羽賀シュウ・・・萩道彦
- ミニア・・・植田佳奈
- ダン・ショーティ・・・松本保典
- マイカ・・・植原みゆき
- 寺田・・・石井一貴
- ダンカン少佐・・・竹内良太
- ジューザブ・・・福島潤
- ニキータ・・・羽飼まり
- フルヴィア・・・鈴木れい子
- ロミオ・・・東内マリ子
- 盗賊・・・竹内栄治
- 軍人・・・井之上潤、露崎亘
- ドクター・・・（竹内栄）
- アビ家執事・・・（井之上）
- 男の子（寺田）・・・（東内）
- フランチェスカ・アビ・・・山県さとみ
- 板倉大顕・・・星野充昭
- チューリン・・・菊池由起子
- アンナ・シュロス・・・中村繪里子
- ユズハ・・・御沓優子
- ユーリ・・・半場友恵
- 少年シュウ・・・（今井）
- 黒木健三・・・沢木郁也
- サラ・・・今井麻夏
- リュウ・シュナイダー・・・鳥海浩輔
- アノン・リューダ・・・早見沙織

### 最終章 光と影
- 羽賀シュウ・・・萩道彦
- ララ・・・佳村はるか
- アノン・リューダ・・・早見沙織
- マイカ・・・植原みゆき
- リュウ・シュナイダー・・・鳥海浩輔
- 寺田・・・石井一貴
- ジョゼフ・・・原田マサオ
- ランダル町長・・・福島潤
- ショーン・・・内村史子
- マチルダ・・・太田五葵
- チモーゼ・・・丹沢晃之
- 漁師・客・・・井之上潤、渡辺和貴、竹内栄治
- 広場の少年・・・（今井）
- ユズハ・・・御沓優子
- サラ・・・今井麻夏
- チューリン・・・菊池由起子
- ミレイ・・・河野亜矢香
- 少年（黒木）・・・石川恵子
- 少年（寺田）・・・（内村）
- 板倉大顕・・・星野充昭
- 黒木健三・・・沢木郁也